# Сражение при Джидде (1925)
Сражение при Джидде (араб. حصار جدة‎) — последняя крупная операция в ходе второй саудовско-хашимитской войны, произошедшая 10 февраля — 17 декабря 1925 года в рамках объединения Саудовской Аравии.
В первой половине декабря 1924 года части саудовской армии, находившиеся под командованием эмира Неджда Ибн-Сауда, нанесли существенное поражение королю Хиджаза Али ибн Хусейну под Меккой, в результате которого последний был вынужден отступить в район Джидды. По его приказу все военнослужащие, бывшие в его подчинении, немедленно приступили к возведению фортификационных сооружений и установке наземных мин. По просьбе Али его братьями — Абдаллой и Фейсалом, являвшимися в то время эмиром Трансиордании и королём Ирака соответственно, был предоставлен дополнительный контингент войск, а также вооружение. Также он закупил 5 самолётов у Королевства Италия и несколько танков у Веймарской республики, поскольку в его распоряжении находились всего лишь 2 самолёта устаревших образцов, посредством которых вести полноценно боевые действия не представлялось возможным.
В любом случае отражать атаки саудовцев в течение длительного периода времени Али не мог, так как даже племена, проживавшие в районе Джидды, имели просаудовские настроения. Мгновенно получить военнослужащих и вооружение не удалось: скорость их передвижения из Акабы была довольна низкой. Тем более в ходе обороны города погиб пилот одного из двух самолётов, что ещё сильнее усложняло ситуацию. В конце концов старейшины приняли решение о сдаче Джидды. Али ибн Хусейн, сев на корабль, бежал в Багдад. 17 декабря 1925 года, или в 1343 году после Хиджры, Джидда капитулировала.
Ибн-Сауд принял титул короля Хиджаза, а через год включил его в состав Неджда.